# Ingeniería mecánica
La ingeniería mecánica es una de las  ramas más antiguas e importantes de la ingeniería, dicha disciplina estudia y perfecciona específicamente los principios de la termodinámica, transferencia de calor, mecánica, vibraciones, mecánica clásica, mecánica cuántica, mecánica de fluidos, análisis estructural, estática, dinámica, ecuación diferencial, Ondas, Campos, trigonometría, cálculo vectorial, Teoría de control y ciencia de materiales para el diseño y análisis de diversos elementos usados en la actualidad, tales como maquinaria con diversos fines (térmicos, hidráulicos, transporte, manufactura, robótica), así como también de sistemas de ventilación, refrigeración, vehículos motorizados terrestres, aéreos, marítimos y espaciales, entre otras aplicaciones.
Los principales ámbitos generales desarrollados por ingenieros mecánicos incluyen el desarrollo de proyectos en los campos de la ingeniería que tengan por objeto la construcción, reforma, reparación, conservación, demolición, fabricación, instalación, montaje o explotación de: estructuras, equipos mecánicos, instalaciones energéticas, instalaciones y plantas industriales.

### Otras definiciones
La ingeniería mecánica es un campo muy amplio que implica el uso de los principios de la física para el análisis, diseño y fabricación de sistemas electromecánicos. Tradicionalmente, ha sido la rama de la ingeniería que mediante la aplicación de los principios físicos, ha permitido la creación de dispositivos útiles, como utensilios y máquinas. Los ingenieros mecánicos usan principios como el calor, las fuerzas , la conservación de la masa y de la energía para analizar sistemas físicos estáticos y dinámicos, contribuyendo a diseñar objetos. La ingeniería mecánica es la rama que estudia y desarrolla las máquinas, equipos e instalaciones, considerando siempre los aspectos ecológicos y económicos para el beneficio de la sociedad. Para cumplir con su labor, la ingeniería mecánica analiza las necesidades, formula y soluciona problemas técnicos mediante un trabajo multidisciplinario y se apoya en los desarrollos científicos, traduciéndolos en elementos, máquinas, equipos e instalaciones que presten un servicio adecuado, mediante el uso racional y eficiente de los recursos disponibles.
En el plan de estudios de la ingeniería mecánica usualmente se encuentra:
- Cálculo diferencial e integral, álgebra lineal y ecuaciones diferenciales
- Estática y dinámica
- Termodinámica, Transferencia de calor
- Dibujo técnico, diseño mecánico, diseño y fabricación asistida por computadora
- Ciencia de materiales, elasticidad, resistencia de materiales
- Mecánica de fluidos
- Tecnología mecánica
- Análisis numérico, método de los elementos finitos
- Teoría de control

Además incluye conocimientos básicos de electrónica y electricidad, química y conceptos de la ingeniería civil.

## Campos de acción
Los campos de la ingeniería mecánica se dividen en una cantidad extensa de sub disciplinas.

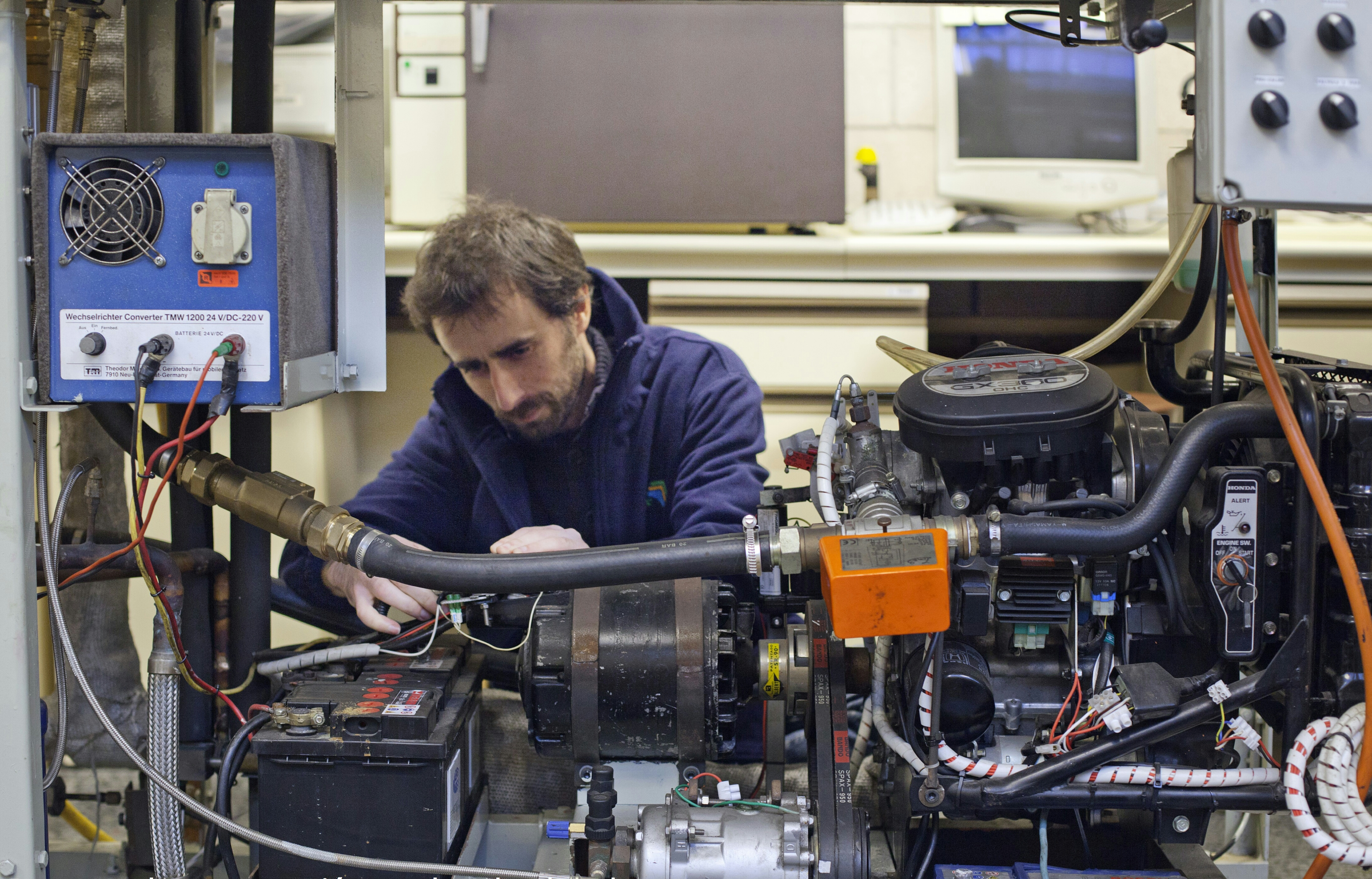
Conexión de una Bomba de Calor, máquina térmica utilizada en la ingeniería mecánica

Ingeniería muy amplia y versátil, numerosas competencias o atribuciones tienen conexión con muchas otras ingenierías. Como ejemplos se puede citar: la generación y transporte de energía eléctrica o las máquinas eléctricas (con Ing. Eléctrica); diseño industrial, fabricación, mecanizado o producción industrial (con Ing. Industrial); construcción, estructuras, instalaciones y diversas obras civiles (con Ing. Civil); diseño, tecnología y ensayo de materiales (con Ing. de Minas); procesos químicos industriales (con Ing. Química); aeronáutica y aeronaves (con Ing. Aeronautica).
Los campos que abarca son muy diversos pero los más generales serían:
- Mecánica de sólidos: máquinas de todo tipo, transportes (ferrocarriles, vehículos, aeronaves, etc), maquinaria (grúas, tractores, etc),...
- Mecánica de fluidos: aeronáutica, instalaciones (neumáticas, óleo hidráulicas, calefacción, aire acondicionado), estática (embalses, depósitos,...),...
- Energía: solar fotovoltaica, solar térmica, hidráulica, eólica,...
- Fabricación y diseño industrial
- Producción
- Materiales
- Electricidad (baja y media tensión): centrales, instalaciones, centros de transformación
- Estructuras y construcciones (hidráulicas, civiles, marítimas, industriales)

## Historia

### Origen

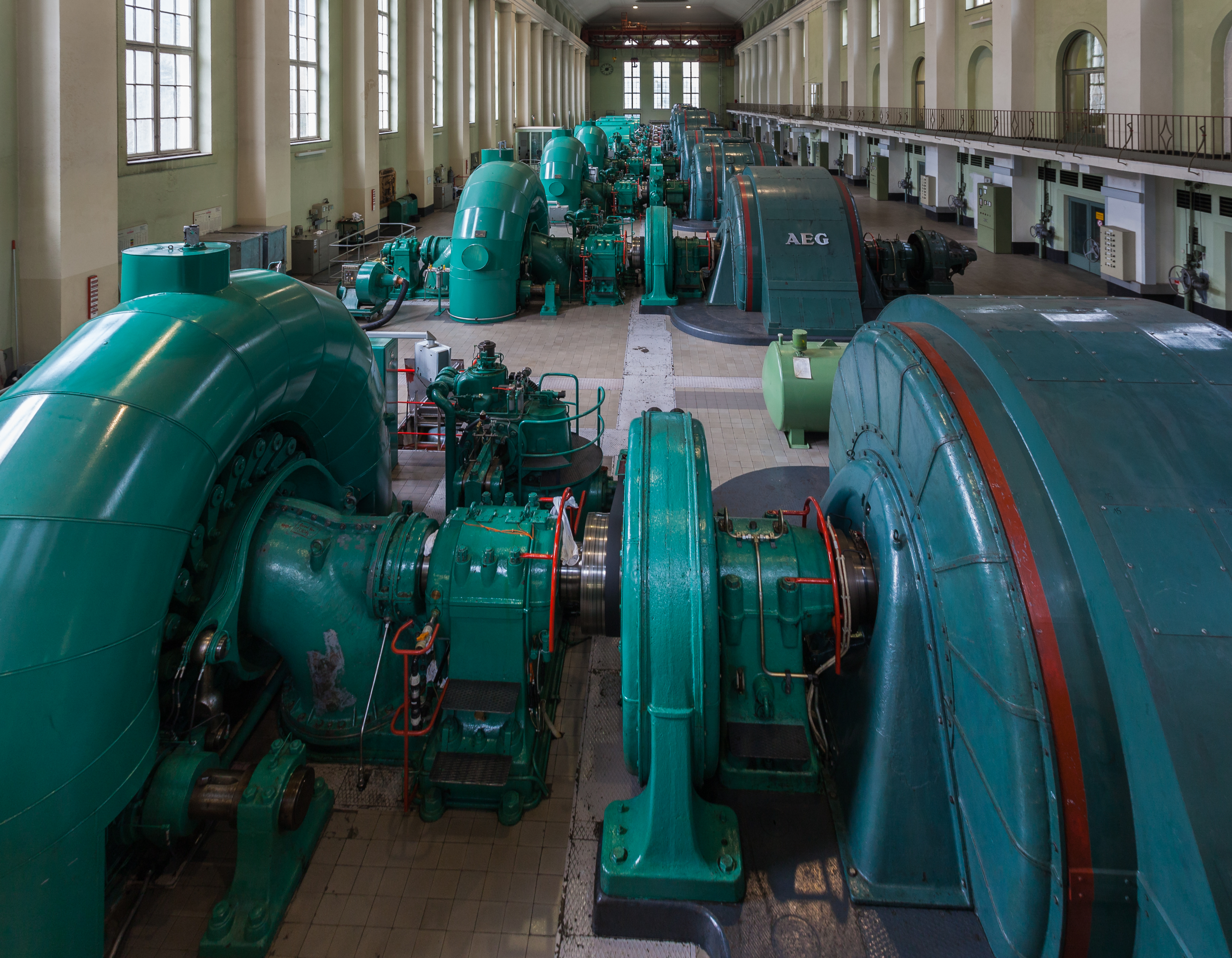
Central hidroeléctrica de Walchensee, Alemania

Las aplicaciones de esta ingeniería se encuentran en los archivos de muchas sociedades antiguas de todo el mundo. En la antigua Grecia, las obras de Arquímedes (287 a. C.-212 a. C.) han influido profundamente en la mecánica occidental y Heron de Alejandría (c. 10-70 d. C.), creó la primera máquina de vapor. En China, Zhang Heng (78-139 d. C.) mejora un reloj de agua e inventó un sismómetro, y Ma Jun (200-265 d. C.) inventó un carro con diferencial de engranajes. El ingeniero chino Su Song (1020-1101 d. C.) incorporó un mecanismo de escape en su torre del reloj astronómico dos siglos antes de que cualquier fuga se pudiese encontrar en los relojes de la Europa medieval, así como la primera cadena de transmisión.
Durante los siglos VIII al XV, en la era llamada edad de oro islámica, se realizaron notables contribuciones de los musulmanes en el campo de la tecnología mecánica.  Al Jazarí, quien fue uno de ellos, escribió su famoso "Libro del Conocimiento de ingeniosos dispositivos mecánicos" en 1206, en el cual presentó muchos diseños mecánicos. También es considerado el inventor de tales dispositivos mecánicos que ahora forman la base de mecanismos, tales como árboles de levas y cigüeñal.
Un hito importante en la creación de la ingeniería mecánica sucedió en Inglaterra durante el siglo XVII cuando Sir Isaac Newton formuló las tres Leyes de Newton y desarrolló el cálculo. Newton fue reacio a publicar sus métodos y leyes por años, pero fue finalmente persuadido a hacerlo por sus colegas, tal como Sir Edmund Halley, para el beneficio de toda la humanidad.

### Desarrollo de la ingeniería mecánica

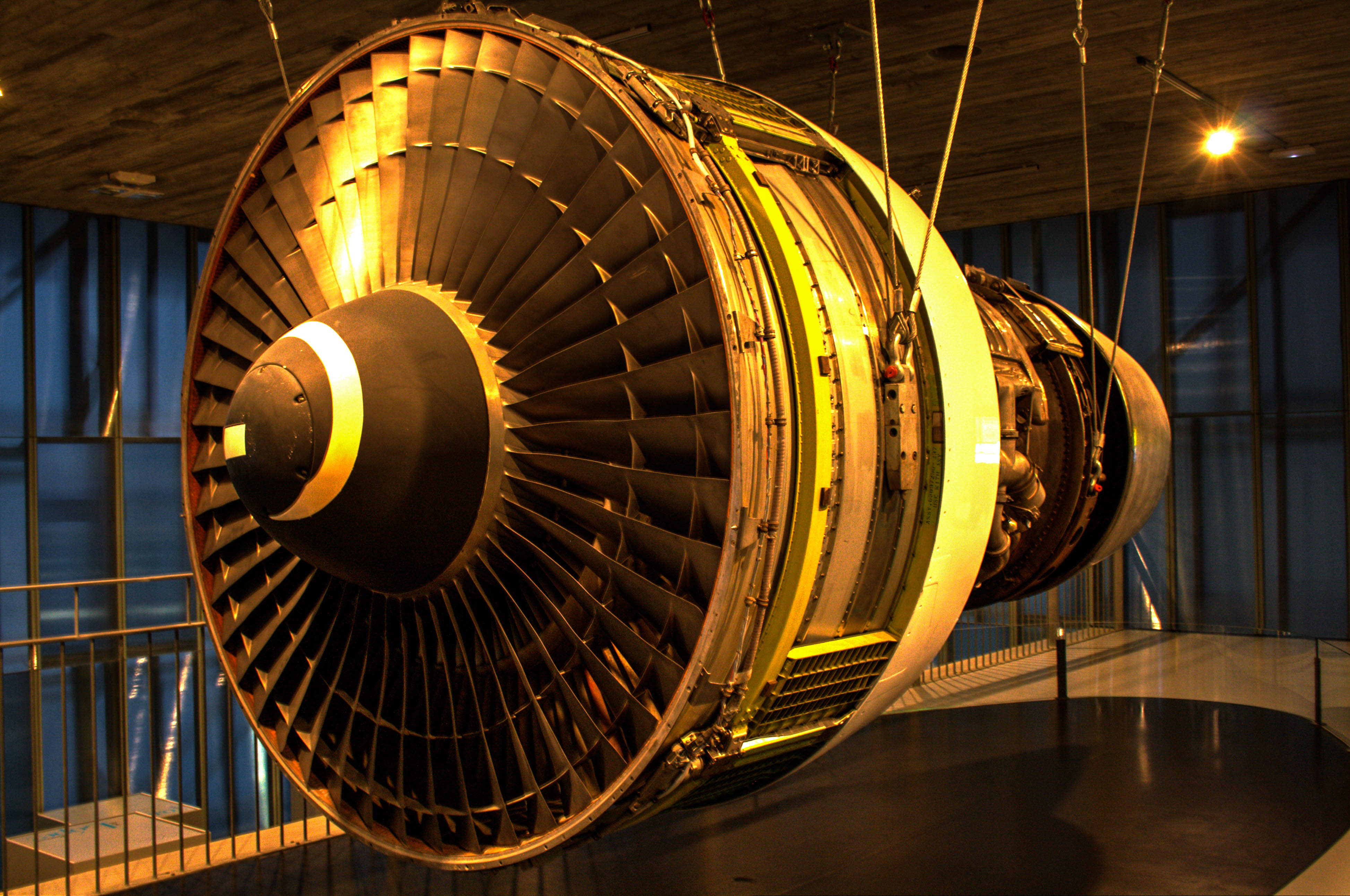
Motor a reacción de un Boeing 747

Históricamente, esta rama de la ingeniería nació en respuesta a diferentes necesidades que fueron surgiendo en la sociedad. Se requería de nuevos dispositivos con funcionamientos complejos en su movimiento o que soportaran grandes cantidades de fuerza, por lo que fue necesario que esta nueva disciplina estudiara el movimiento y el equilibrio. También fue necesario encontrar una nueva manera de hacer funcionar las máquinas, ya que en un principio utilizaban fuerza humana o fuerza animal. La invención de máquinas que funcionan con energía proveniente del vapor, del carbón, de petroquímicos (como la gasolina) y de la electricidad trajo grandes avances, dando origen a la Revolución Industrial a mediados del siglo XVIII. Más adelante surgiría la producción en serie.
A principios del siglo XIX en Inglaterra, Alemania y Escocia, el desarrollo de herramientas de maquinaria llevó a desarrollar un campo dentro de la ingeniería en mecánica, suministro de máquinas de fabricación y de sus motores. En los Estados Unidos, la American Society of Mechanical Engineers (ASME) se formó en 1880, convirtiéndose en la tercera sociedad de profesionales de ingeniería, después de la Sociedad Americana de Ingenieros Civiles (1852) y el Instituto Americano de Ingenieros de Minas (1871). Las primeras escuelas en los Estados Unidos para ofrecer una enseñanza de la ingeniería son la Academia Militar de Estados Unidos en 1817, una institución conocida ahora como la Universidad de Norwich en 1819, y el Instituto Politécnico Rensselaer en 1825. La educación en ingeniería mecánica se ha basado históricamente en una base sólida en matemáticas y la ciencia.

### Latinoamérica

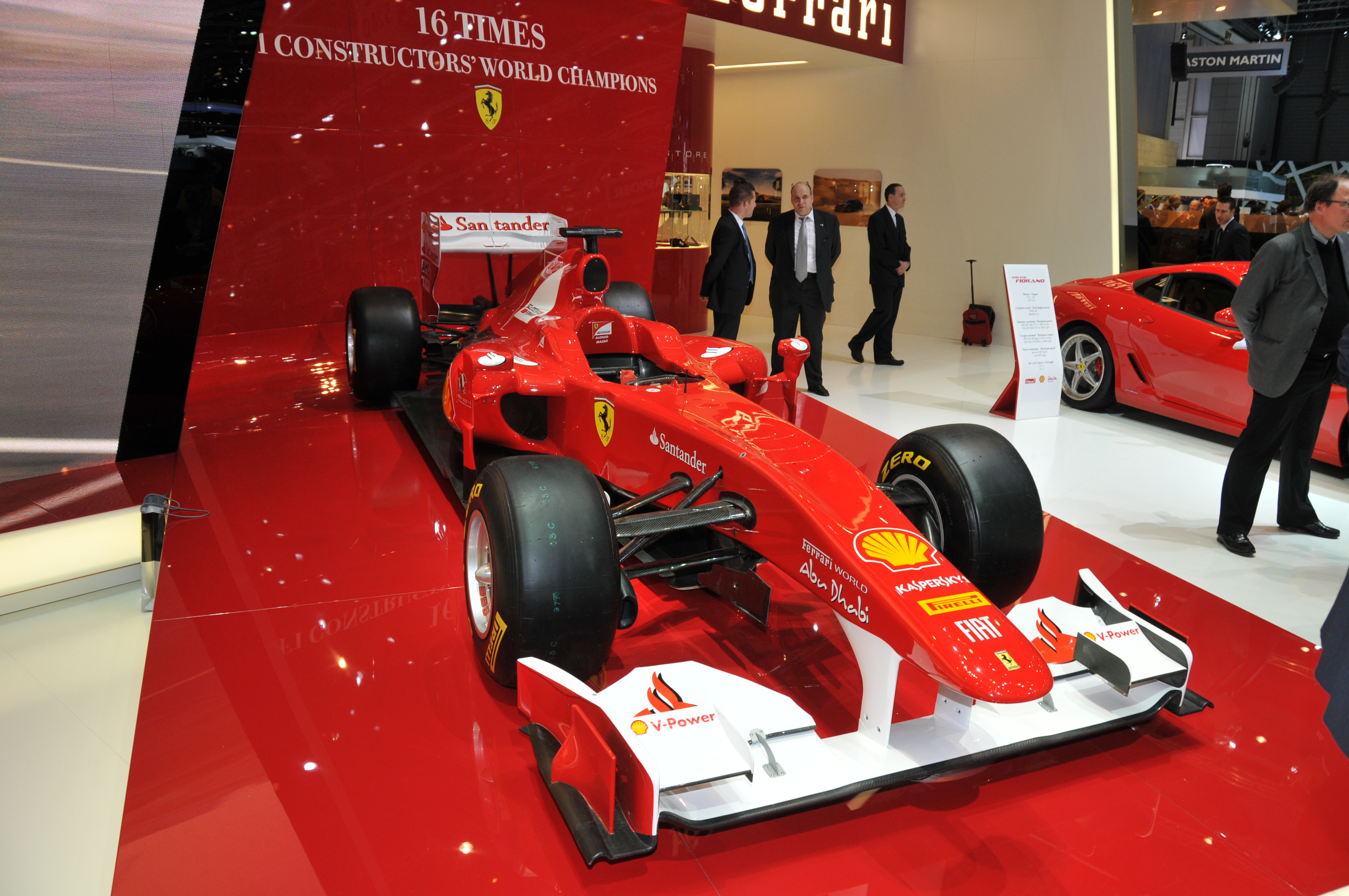
Automóvil de la Scuderia Ferrari con motor V8

#### Argentina
En Argentina la carrera se oficializó a nivel nacional en la Universidad de Buenos Aires. En la década del 50 se creó la Universidad Obrera, que ofrecía esta carrera de Ingeniería, tan ligada al proceso de industrialización que vivía esa época; esta Universidad deviene en la que hoy es la Universidad Tecnológica Nacional, de donde han egresado innumerable cantidad de ingenieros mecánicos. La educación privada cuenta con diferentes Universidades donde se desarrolla la carrera tales como el Instituto Tecnológico Buenos Aires (ITBA) o la Universidad de la Marina Mercante, universidades que también forman ingenieros e ingenieras en la rama mecánica. Si bien la carrera cuenta con una cantidad de materias que puede variar según el Plan de Estudios entre 36 y 45 asignaturas, posee un alto grado de complejidad para lograr la graduación. Un ingeniero mecánico puede realizar tareas como la reparación de la Floralis Genérica, realizada por el Ing. Salvador Sorbello en el año 2015, en Buenos Aires, frente a la facultad de derecho de la UBA.

#### México
Cuando los españoles habían llegado a México en la conquista, los aztecas ya habían construido varias obras ingenieriles, como por ejemplo varios diques que protegía a Tenochtitlan del Lago de Texcoco en caso de posibles inundaciones. Estas construcciones fueron destruidas por los conquistadores.
En 1551 fue fundada la Real y Pontificia Universidad de México, sin embargo, los egresados eran religiosos, profesionales y académicos de la teología, derecho y medicina. Los ingenieros provenían de Europa para realizar las obras.
A finales del siglo XIX comenzó la industrialización en México. Con la llegada del ferrocarril, y la explotación de las minas, el país tomó un avance tecnológico. Esto se sumó a la explotación del petróleo, que necesitaba maquinaria para la perforación y para el transporte del crudo, además de la construcción de refinerías y oleoductos.
En 1792 se fundó el Real Seminario de Minería en México, considerada la primera escuela de ingenieros de Latinoamérica.En 1535 se fundó la primera Escuela para Varones que conformaba niveles de área minería, alfarería y agricultura. En 1857 se cambia el nombre expedido por el presidente Benito Juárez por Escuela de Artes y Oficios reconocido como técnicos mecánicos, Alfareros y agricultores. Posteriormente durante la Revolución Mexicana, se propuso que esta escuela tendría un nivel profe-sionista , así se le cambió el nombre a Escuela de Ingeniería Mecánica y Eléctrica. En 1932 se crea la Escuela Superior de Ingeniería Mecánica y Eléctrica (ESIME) que se anexó al Instituto Politécnico Nacional iniciando con la impartición de cursos en 1936 con las carreras de Ingeniería Mecánica, Ingeniería Eléctrica, Ingeniería Aeronáutica e Ingeniería en Telecomunicaciones y Electrónica. Siendo la ESIME una de las escuelas más antiguas en México en el desarrollo tecnológico en el área Mecánica-Eléctrica.

#### Chile
La primera central eléctrica fue la Central hidroeléctrica de Chivilingo, construida en Lota entre los años 1896 y 1897, para las minas de carbón de la zona. Fue construida mientras Isidora Goyenechea tenía al mando la conducción de las minas, luego del fallecimiento de su esposo Luis Cousiño.
Francisco González Villalobos, es el primer ingeniero mecánico titulado en Chile, egresado de la Universidad Técnica Federico Santa María en 1940, motivo por el cual tuvo la responsabilidad de convertirse en el especialista pionero en el país.  La ingeniería mecánica, en la  Universidad de Santiago de Chile (USACH), data del año 1941 cuando se inicia la formación del Ingeniero Industrial Mecánico hoy denominado Ingeniero Civil Mecánico. Sin embargo, la especialidad de mecánica se remonta a la creación de la Escuela de Artes y Oficios (EAO) en el año 1849, antecesora de la Universidad Técnica del Estado (UTE).
En 1956 se creó la carrera de ingeniería mecánica en la Universidad de Concepción, la segunda ingeniería de dicha universidad, egresando la primera generación el año 1962. En el año 1965 se cambia el nombre por el de ingeniería civil mecánica. En 1966 se comenzó a dictar la carrera de ingeniería civil mecánica en la Universidad de Chile, y egresando la primera generación en 1970. En 2016 se comenzó a dictar la carrera de ingeniería civil en mecánica en la UTEM.

## Herramientas computacionales

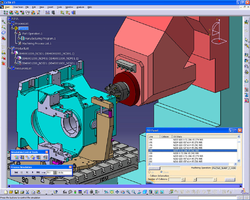
Prototipo de suspensión y dirección modelado en computadora.

Debido a la complejidad creciente de los análisis que se realizan en todas las ramas de la Ingeniería Mecánica, el cálculo asistido por ordenador, iniciado  por Pierre Bézier en 1968,  ha ido adquiriendo siempre mayor protagonismo. Se ha producido una evolución en la representación de los sistemas físicos, pasando de esquematizar partes del sistema en modo aproximado a reproducir todo el conjunto en modo detallado. Este proceso ha sido posible en gran parte debido a la constante mejora de las prestaciones de los equipos informáticos, y a la mejora de los programas de cálculo.
En el diseño de nuevos componentes, el uso de estas herramientas permite en la mayoría de los casos obtener resultados más precisos y sobre todo una reducción de costes al permitir analizar virtualmente el comportamiento de nuevas soluciones.
En el proceso de análisis y diseño se utilizan herramientas de cálculo como el análisis mediante elementos finitos (FEA por sus siglas en inglés) o volúmenes finitos así como también la dinámica de fluidos computacional (CFD). El diseño de procesos de fabricación con ayuda de computadores (LEVA), permite que los modelos generados se puedan utilizar directamente para crear "instrucciones" para la fabricación de los objetos representados por los modelos, mediante máquinas de control numérico (CNC) u otros procesos automatizados, sin la necesidad de dibujos intermedios.
En el campo de Análisis y Simulación existen asociaciones independientes que proporcionan información y elaboran normas de cálculo. Una de las más importante es la National Agency for Finite Element Methods and Standards (NAFEMS), organización sin ánimo de lucro constituida por más de 700 compañías de todo el mundo.
La ingeniería mecánica ayuda en una mejor comodidad de los contribuyentes. Los siguientes son los paquetes de software de análisis y diseño más extendidos:
- ALGOR
- Solid Edge
- Unigraphics NX
- ABAQUS
- Autocad
- Autodesk Inventor
- ANSYS
- CATIA
- FLUENT
- LabVIEW
- LS-DYNA
- Maple
- MSC.Adams
- MSC.Nastran
- Matlab
- ProE
- RADIOSS
- SolidWorks
- Working model
- WorkXPlore 3D

Vale la pena mencionar los software CAM (Computer Aided Manufacture) complementarios para el manejo de maquinaria asociada a la fabricación de piezas diseñadas mediante software CAD (Computer Aided Design).

## Asociaciones
Además de grupos existentes dentro de universidades, existen asociaciones de ingenieros las cuales se concentran en investigar nuevas tecnologías, publicar artículos, compartir conocimientos. Otras de sus funciones son las de validar, estandarizar y crear normas.
Una de estas asociaciones es la Sociedad Estadounidense de Ingenieros Mecánicos (en inglés, American Society of Mechanical Engineers; ASME), fundada en 1880 por Alexander Lyman Holley, Henry Rossiter Worthington, John Edison Sweet y Matthias N. Forney. En Estados Unidos establece los códigos y normas de los dispositivos mecánicos.
El Consejo Nacional de Certificadores de Ingeniería (en inglés, National Council of Examiners for Engineering; NCEE) es una asociación en los Estados Unidos que realiza exámenes de certificación para estudiantes del área de ingeniería.
En Colombia existen diferentes organizaciones, como la Asociación de Ingenieros Mecánicos de la Universidad Nacional (AIMUN) y la Asociación Colombiana de Ingenieros Eléctricos y Mecánicos (ACIEM).